# Lögdeå
Lögdeå är en tätort i Nordmalings kommun vid Lögde älv. Orten är i dag mer eller mindre sammanväxt med den närliggande byn Mo.

## Historia
Lögdeåbrevet är ett juridiskt brev från 1500. I brevet omnämns ett flertal personer och orter i Nordmalings socken. Detta brev har tillsammans med de tre andra brev som bevarats från 1400-talet och 1500-talet fungerat som referenspunkter för många av de lokala byarnas åldersdatering, bland annat Nordmaling som omnämns i Håknäsbrevet, och är en av de två från sent 1400-tal som är de äldsta skrifter som påvisar skapandet av en egen socken.

### Befolkningsutveckling
| Befolkningsutvecklingen i Lögdeå 1960–2020 | Befolkningsutvecklingen i Lögdeå 1960–2020 | Befolkningsutvecklingen i Lögdeå 1960–2020 | Befolkningsutvecklingen i Lögdeå 1960–2020 | Befolkningsutvecklingen i Lögdeå 1960–2020 |
| ------------------------------------------ | ------------------------------------------ | ------------------------------------------ | ------------------------------------------ | ------------------------------------------ |
|                                            |                                            |                                            |                                            |                                            |
| År                                         |                                            |                                            | Folkmängd                                  | Areal (ha)                                 |
| 1960                                       | 1960                                       |                                            | 516                                        |                                            |
| 1965                                       | 1965                                       |                                            | 500                                        |                                            |
| 1970                                       | 1970                                       |                                            | 467                                        |                                            |
| 1975                                       | 1975                                       |                                            | 413                                        |                                            |
| 1980                                       | 1980                                       |                                            | 418                                        |                                            |
| 1990                                       | 1990                                       |                                            | 441                                        | 129                                        |
| 1995                                       | 1995                                       |                                            | 441                                        | 116                                        |
| 2000                                       | 2000                                       |                                            | 437                                        | 116                                        |
| 2005                                       | 2005                                       |                                            | 414                                        | 116                                        |
| 2010                                       | 2010                                       |                                            | 394                                        | 116                                        |
| 2015                                       | 2015                                       |                                            | 516                                        | 181                                        |
| 2020                                       | 2020                                       |                                            | 571                                        | 179                                        |
| Anm.: sammanvuxen med Aspeå 2015           |                                            |                                            |                                            |                                            |

## Samhället
På Åbergsgården finns Lögdeå museum. Gårdsplanen är även platsen för bygdens traditionella midsommarfirande.
Utmed Lögdeälven går Lögdeälvens vildmarksled (mer vanligt kallad Lögdeälvsleden), en 85 kilometer lång vandringsled. Där Lögdeälvsleden slutar i Bjurholms kommun ansluter en led som sträcker hela vägen till Fredika. Hela denna sträckning är 113 km lång och benämns Tempelleden.